# My Own
My Own ist ein Lied aus dem Jahr 1938, das für den Spielfilm That Certain Age von Jimmy McHugh komponiert und von Harold Adamson getextet wurde. Gesungen wird der Song im Film von Deanna Durbin, die neben Melvyn Douglas auch die Hauptrolle spielte. Erschienen ist My Own seinerzeit, gesungen von Deanna Durbin, auf der Disque Brunswick n°92705.B/mx. DLA.1696, das Orchester spielte unter der Leitung von Charles Previn. 1939 veröffentlichte Deanna Durbin My Own auf ihrem Album Deanna Durbin Souvenir Album No. 1, Label: Decca -35, wiederum mit Charles Previn und seinem Orchester eingespielt.
1939 war My Own in der Kategorie „Bester Song“ für einen Oscar nominiert. Die Auszeichnung ging jedoch an Ralph Rainger und Leo Robin für ihr Lied Thanks for the Memory aus der Filmkomödie The Big Broadcast of 1938.  

## Coverversionen
My Own war 1938 in der Version von Tommy Dorsey (mit Sängerin Edythe White) 11 Wochen auf Platz 5 der US-Billboard Charts. Bei den 100 Top Songs des Jahres 1938 steht diese Coverversion von My Own mit 103 Punkten (von möglichen 200) auf Platz 67. Der Jazz-Diskograph Tom Lord listet 20 Coverversionen des Titels im Bereich des Jazz; u. a. 1938 von Gene Krupa and His Orchestra, Larry Clinton, Les Brown und Jan Savitt.
Auch die Sängerin und Schauspielerin Jane Froman hat das Lied im selben Jahr gecovert. Sie sang es am 30. November 1938 in der „NBC-Radio-Show“ im Texaco Star Theatre; es spielte das Orchestra Dave Brookman. Eine weitere Coverversion existiert von Geraldo And His Orchestra mit dem Sänger Al Bowlly. Sie wurde am 16. Dezember 1938 in London aufgenommen.